# Hajdú László (festő)
Hajdú László (Léva, 1938. december 17.–). Munkácsy-díjas festőművész. 1969 óta Szentendrén az Új Művésztelepen él. "Hosszú évek következetes munkájával hozta létre sajátos formarendszerét, amelyben a megszokott négyszögű képformától való eltérés és az expresszív, plasztikus részletekben gazdag, lírai geometria lett a védjegye. Saját szavaival a művei „belső víziók metaforái” olyan egyensúlyi helyzeteket teremtenek meg, amelyek a valóságban egy finom mozdulattal kizökkenthetők lennének. Archaikus, prehisztorikus hangulatú munkáiban a természeti erők, a föld, víz, levegő, tűz (nap) megjelenési formáit keresi." (Muladi Brigitta művészettörténész).

## Életpályája
Szülei Scheide Gertrúd és Hajdú Sándor fényképészek. 1948-ban a családot áttelepítették Magyarországra. A Székesfehérvári József Attila Gimnáziumban érettségizett 1957-ben. 1957 és 1965 között végezte el a Képzőművészeti Főiskola festő szakán. Mesterei Kádár György és Domanovszky Endre mellett Barcsay Jenő voltak. 1969 óta él a Szentendrei Új Művésztelepen. Stúdiumainak állomásai voltak 1964-ben Stuttgart, München, 1971-ben Franciaország, Olaszország, 1977-ben Pocitelju (YU) Nemzetközi Művésztelep. 1965-1982 között adriai-, égei-, földközi-tengeri utazásokat tett. 1966-1969 között Derkovits-ösztöndíjat nyert. 1984-ben a Szentendrei Grafikai Műhely nagydíját nyerte el, majd 2003-ban Munkácsy-díjat kapott. Alapító tagja a Szentendrei Grafikai Műhelynek, az Art’éria Galériának. 1989-től 1991-ig a Belvedere című művészeti folyóirat képszerkesztője volt. Először 1966-ban, a Fiatal Művészek Stúdiójában állított ki. Egyéni tárlatai nyíltak: 1975-ben a szentendrei Művésztelepi Galériában, 1977-ben a Műcsarnokban, 1989-ben a Dorottya utcai kiállítóteremben.
1990-ben összefoglaló igényű kiállítást rendezett a budapesti Francia Intézetben, és ez az évtized két szentendrei és több külföldi bemutatkozást is hozott számára – Limburg, Stuttgart, Berlin, München, Esslingen, Böblingen jelezték útját. A magyar köz- és magángyűjtemények (MNG, FMC, Vass-gyűjtemény, stb.) mellett számos műve került külföldre is (pl. Németország, Korea, Olaszország). Az utóbbi évtizedekben több vidéki és budapesti galériába kapott meghívást, 2002-ben a Vigadóban visszatekintő kiállítást rendezett.

## Fontosabb önálló kiállításai
- 1975    Mûvésztelepi Galéria, Szentendre
- 1977    Mûcsarnok, Budapest
- 1986    Hotel Kastély Galéria, Szirák
- 1989    Dorottya Utcai Kiállító terem, Budapest
- 1990    Francia Intézet, Budapest
- 1996    Gärtner Irodaház, Stuttgart
- 1997    Kaposfü̈redi Galéria
- 1999    Üblacker Häusl, Mü̈nchen (Haász Istvánnal)
- 1999    Szentendrei Képtár (Deim Pállal és Farkas Ádámmal)
- 2000    Künstlergilde, Esslingen
- 2002    Vigadó Galéria, Budapest
- 2002    Artéria Galéria, Szentendre
- 2003    Keve Galéria, Ráckeve
- 2003    Galleria U, Helsinki
- 2003    HDU, Budapest
- 2004    Start Galéria, Budapest
- 2005    Magyar Kulturális Intézet, Stuttgart
- 2007    Csepel Galéria, Budapest
- 2010    Nádor Galária Budapest (Szikora Tamással)
- 2011    HDU Budapest (Kontinuitás)
- 2011    Lenau Ház Pécs
- 2013    Skanzen Galéria, Szentendre
- 2015    MűvészetMalom, Szentendre
- 2023    IKON Szentendrei Képtár, Szentendre

## Művei köz- és magángyűjteményekben
- Magyar Nemzeti Galéria, Budapest
- Ferenczy Múzeum, Szentendre
- Damjanich Múzeum, Szolnok
- Nemzetközi Modern Múzeum, Hajdúszoboszló
- Magyar Kortárs Galéria, Dunaszerdahely
- Kogart Kortárs Mûvészeti Gyûjtemény, Budapest
- Paksi Képtár
- R. Riz Gyûjtemény, Bolzano
- G. Pedit Gyûjtemény, Lienz
- Kolozsváry Gyûjtemény, Gyôr
- Modern Képtár – Vass Gyûjtemény, Veszprém[1]
- Haraszty Gyûjtemény, Budapest
- Matzon Gyûjtemény, Solymár
- Rátfai Gyûjtemény, Budapest

## Megjelenések
- Belső víziók metafórái[2] KONTRA c. kiállítás az IKON Szentendrei Képtárban, Mulady Brigitta írása
- Amikor festek, tulajdonképpen imádkozom.[3] Artisbusiness, Barcza Réka írása
- Szentendrei Lakástárlat Alapítvány[4]